# Pont de Jinja
Le pont de Jinja, aussi appelé nouveau pont de Jinja, est un pont en construction dans la ville de Jinja en Ouganda. Il enjambe le Nil.
Il doit servir de complément au pont situé sur le barrage des chutes d'Owen. 80 % du financement du barrage est d'origine japonaise via des prêts à taux zéro. Le restant est financé par l'état ougandais. Son coût est estimé à 125 millions de dollars. Sa construction a démarré en janvier 2014.